# Mariä Himmelfahrt (Bergheim)

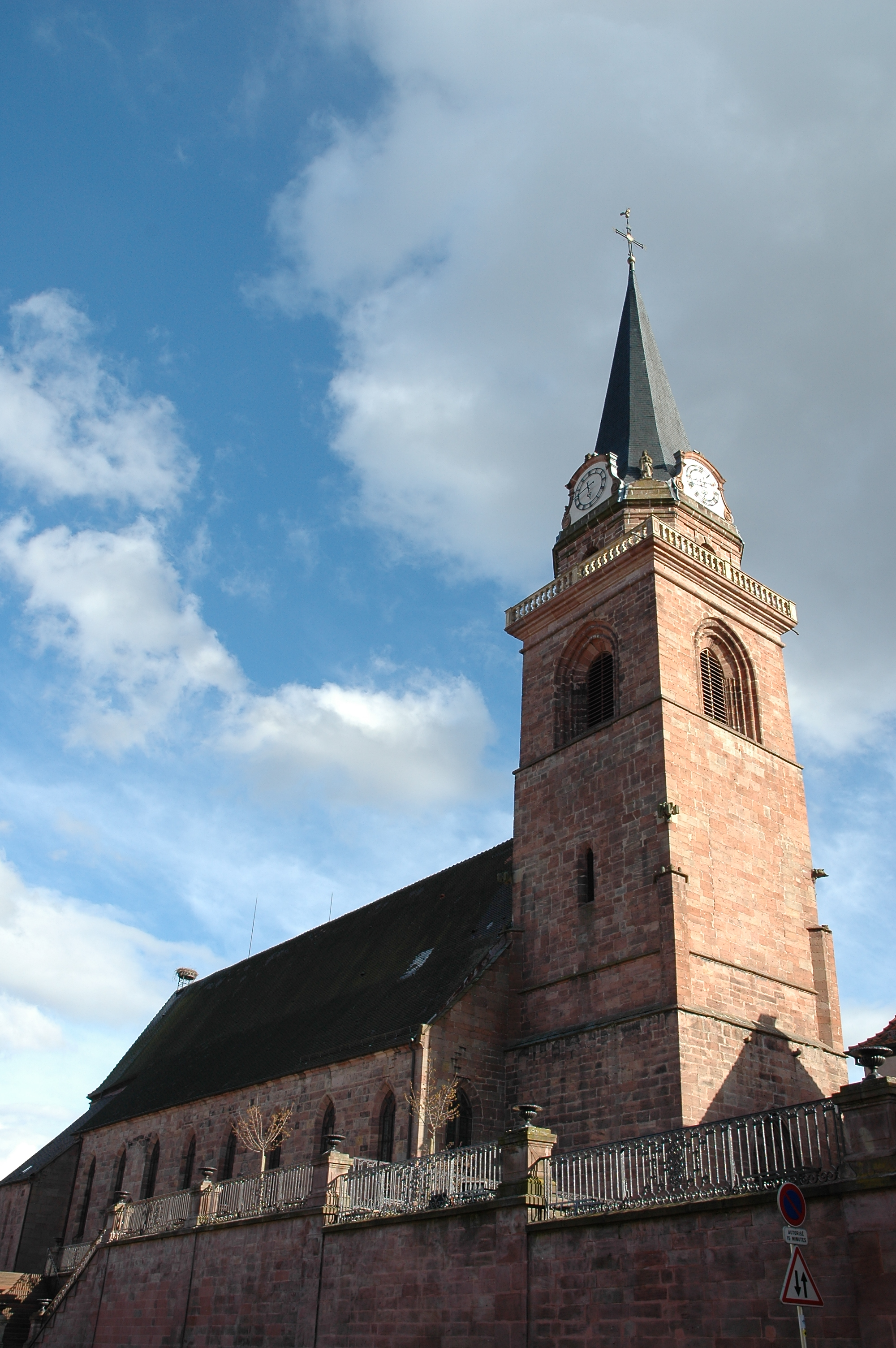
Mariä Himmelfahrt

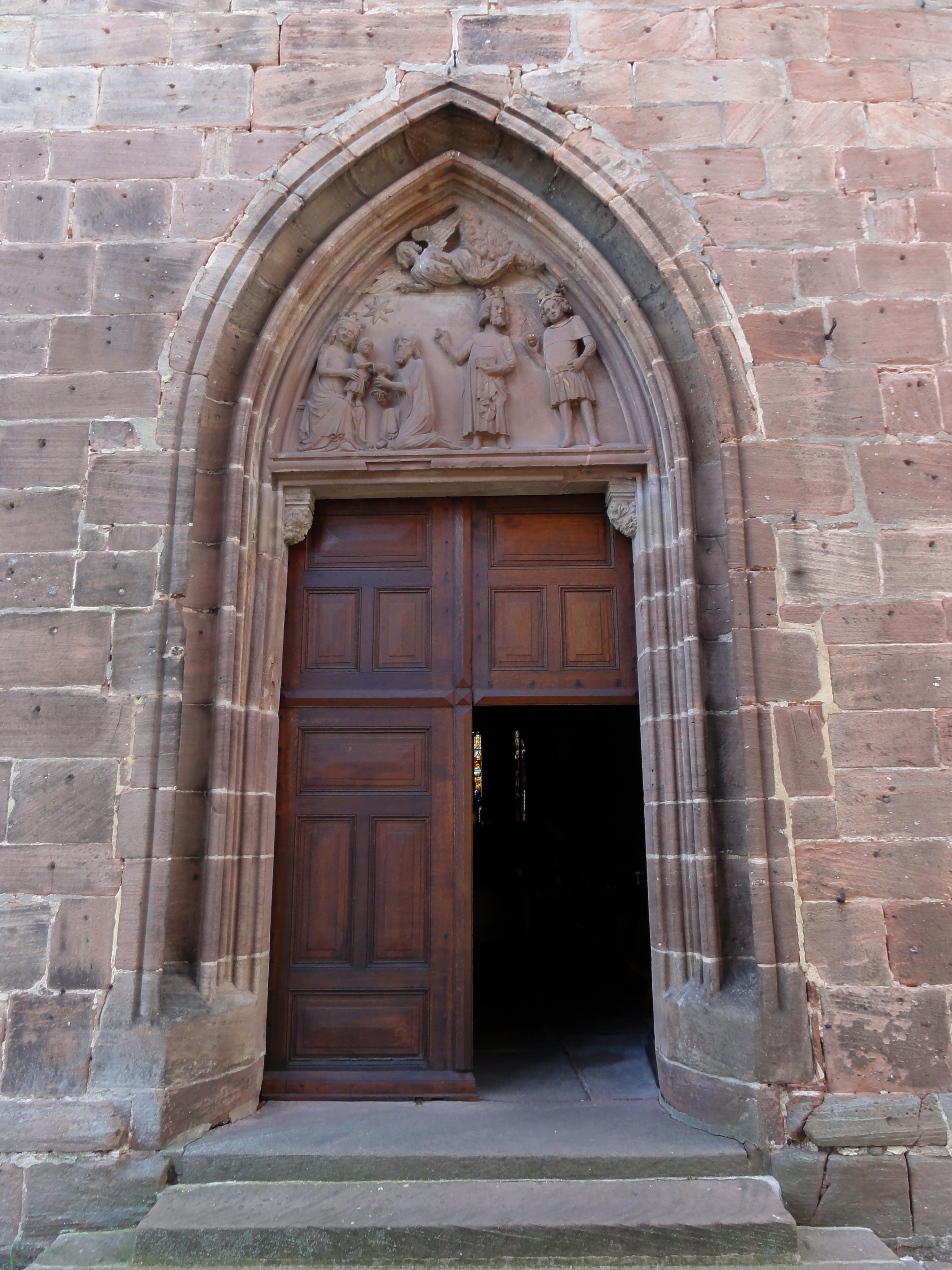
Portal mit Tympanon

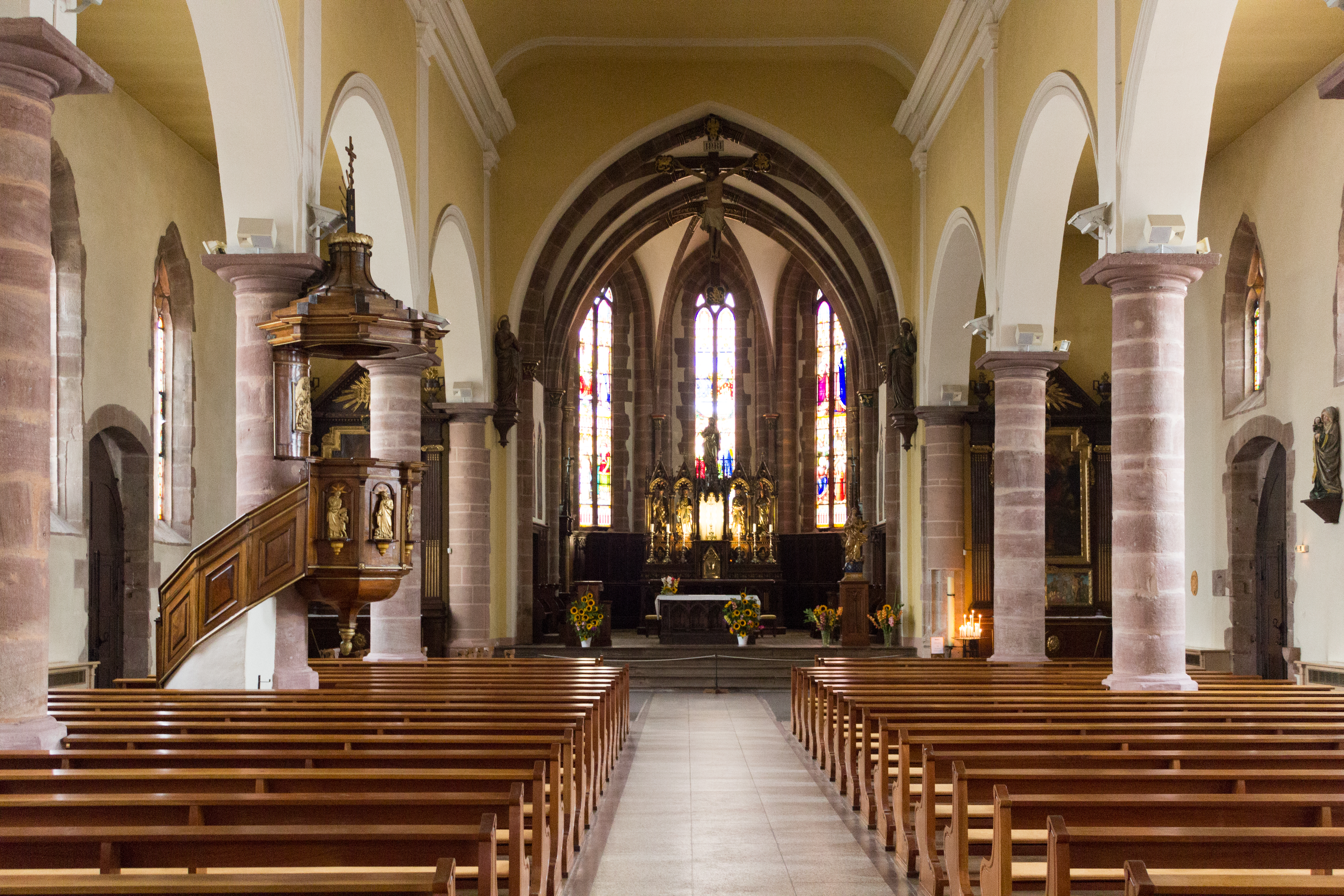
Kirchenschiff mit gotischem Chor

Mariä Himmelfahrt (französisch Assomption-de-la-Bienheureuse-Vierge-Marie, auch Notre-Dame-de-l’Assomption) ist eine römisch-katholische Kirche in der elsässischen Gemeinde Bergheim. Sie steht als Monument historique unter Denkmalschutz.

## Geschichte
Die Kirche wurde in den Jahren 1320 bis 1347 auf den Resten eines 1287 bei einem Feuer zerstörten romanischen Vorgängerbaus aus dem Jahr 705 errichtet. 1718 wurde der gotische Bau umgestaltet. Dabei wurden die Gewölbe mit einer flachen Decke abgehängt und die Bögen zwischen Mittel- und Seitenschiffen verändert. 1725 wurde der Turm ebenfalls umgestaltet und mit einem barocken Aufsatz erhöht. 1819 wurde auf der Südseite die Nothelferkapelle errichtet. Ende des 19. Jahrhunderts erhielt die Kirche im Süden außerdem eine neogotische Sakristei. 1959 wurden bei Sanierungsarbeiten mehrere Fresken entdeckt und restauriert. 1993/94 wurde die Kirche letztmals saniert und innen neu gestrichen.

## Architektur
Erbaut wurde die Mariä-Himmelfahrt-Kirche als dreischiffige gotische Basilika aus rotem Sandstein. Mit der Umgestaltung im 18. Jahrhundert wurden die Gewölbe von Mittel- und Seitenschiffen mit einer flachen Decke verkleidet und die Kirche damit zur Pseudobasilika. Mittel- und Seitenschiffe sind durch Rundbögen auf toskanischen Säulen getrennt. Das Langhaus besitzt acht Fensterachsen mit Maßwerk und wird von einem zweijochigen Chor mit fünfseitiger Apsis abgeschlossen. Vor dem Langhaus sitzt im Westen ein viergeschossiger Turm über quadratischem Grundriss. Das oberste Geschoss ist oktogonal und zurückgesetzt. Die entstandene Galerie wird von einer steinernen Balustrade geschützt. Zwischen den mit Voluten geschmückten Uhrengiebeln stehen Figuren der vier Evangelisten. Ein Spitzhelm deckt den Turm ab. Die neogotische Vierzehn-Nothelfer-Kapelle ist ein kleiner Saalbau mit dreiseitigem Schluss und wird heute vor allem als Taufkapelle genutzt.

## Ausstattung
Außen haben sich zahlreiche Überreste aus gotischer Zeit erhalten. Im Tympanon des spitzbogigen Gewändes im Westportal ist eine Anbetung der Heiligen Drei Könige erhalten. An der südlichen Langseite sind Reste einer Nische oder eines Gewändes erhalten, das eine Szene des Jüngsten Gerichts zeigt. Eine weitere Nische mit Maßwerk ist mit einer Anbetung der Heiligen Drei Könige bemalt. Ausgemalt ist auch die Gewölbedecke in der Vorhalle im Turm. Weitere Wandbilder aus dem 14. und 15. Jahrhundert zeigen den hl. Georg im Kampf mit dem Drachen im nördlichen Seitenschiff, Christus am Ölberg an der Nordwand der Vorhalle, eine Kreuzigungsszene und das Schweißtuch der Veronika an der Südwand und eine Kreuzigung im südlichen Seitenschiff. Im gotisch erhaltenen Chor findet sich ein dreiteiliges spätgotisches Wandgrab der Herren von Hattstatt. Außerdem sitzt hier eine Wandnische mit Wappen und der Jahreszahl 1601. Im Chor steht ein neogotischer Altar mit Tabernakel. Das geschnitzte Retabel zeigt vier Heilige und wird von Christus bekrönt. Die spätbarocken und klassizistischen Seitenaltäre zeigen im Süden die „Verleihung des Rosenkranzes an den hl. Dominikus“ und eine „Allegorie der Schlacht von Lepanto“ und auf der nördlichen Seite des Triumphbogens die „Anbetung des Heiligsten Herzens Jesu mit Katharina von Alexandrien“. Zur sakralen Kunst der Kirche gehören außerdem Holzschnitzereien, darunter barocke Maria- und Johannes-Figuren, ein Joachim und eine hl. Anna von Niclas Gerhaert van Leyden (um 1470).
Eine erste Orgel wurde um 1600 ersetzt. Dieses Instrument wurde 1749 nach St. Jakobus in Hunawihr transloziert. Schon 1740 hatte die Kirchengemeinde von Jodoc von Esch eine neue Orgel erhalten. 1879 schaffte man erneut ein neues Instrument an, das Emile Wetzel aus Bergheim gefertigt hatte. 1903 bauten Martin und Joseph Rinckenbach die Orgel um, erhielten aber das alte Prospekt. 2005/06 restaurierte Michel Gaillard von der Orgelbaufirma Aubertin die Orgel. Die Orgel sitzt auf einer Holzempore an der westlichen Stirnseite des Langhauses.